# شلة رغيد
{{معلومات أنمي/مانغا
| صورة               = ملف:شلة رغيد.jpg
| حجم                = 
| تعليق              = 
| اسم ياباني         = Ovide and the Gang
| اسم عربي           = شلة رغيد
| فئة عمرية          = 
| نوع                = مغامرات - كوميديا
| مخرج                = 
| مؤلف               =
| ستوديو             = 
| بث                 = 
| أعمال مشابهة        = 
| أول                = 12 مارس 1987
| آخر                = 12 مارس 1988
| عدد الحلقات         = 65
| دبلجة              = فيلمالي - لبنان
| توزيع              = 
| بث عربي            = 1990 [[ملف:
تصغير
|تصغير]]عدة محطات عربية
| عدد الحلقات المدبلجة =65
}}
شلة رغيد مسلسل رسوم متحركة كندي عرض لأول مره في 12 مارس 1987 واستمر حتى 12 مارس 1988 وتمت دبلجة المسلسل للغة العربية .

## روابط خارجية
- Ovide at ClassicKidsTV.co.uk
- Ovide and the Gang International
- شلة رغيد على موقع IMDb (الإنجليزية)
- شلة رغيد على موقع كينوبويسك (الروسية)
- شلة رغيد على موقع ألو سيني (الفرنسية)
- شلة رغيد على موقع قاعدة بيانات الفيلم (الإنجليزية)